# Högstjärnen, Västerbotten
Högstjärnen är en sjö i Umeå kommun i Västerbotten och ingår i Sävaråns huvudavrinningsområde. Sjön har en area på 0,0375 kvadratkilometer och ligger 209,3 meter över havet.

## Delavrinningsområde
Högstjärnen ingår i det delavrinningsområde (713115-171360) som SMHI kallar för Mynnar i Sävarån. Medelhöjden är 220 meter över havet och ytan är 16,18 kvadratkilometer. Räknas de 3 avrinningsområdena uppströms in blir den ackumulerade arean 25,06 kvadratkilometer. Brännbäcken som avvattnar avrinningsområdet har biflödesordning 2, vilket innebär att vattnet flödar genom totalt 2 vattendrag innan det når havet efter 56 kilometer. Avrinningsområdet består mestadels av skog (53 procent) och sankmarker (39 procent). Avrinningsområdet har 0,07 kvadratkilometer vattenytor vilket ger det en sjöprocent på 0,4 procent.